# Midões (Tábua)
Midões ist eine Gemeinde (Freguesia) im portugiesischen Kreis Tábua. In ihr leben 1574 Einwohner (Stand 19. April 2021).